# Дайренська конференція
Дайренська конференція 1921–1922 – конференція представників Далекосхідної республіки і Японії, яка проходила з перервами з 26 серпня 1921 по 16 квітня 1922 року в Дайрені (Даляні, Дальньому).
Перш за все були вирішені питання щодо евакуації японських військ з Північного Сахаліну, із Примор’я і Ніколаєвська-на-Амурі.
Делегація Далекосхідної республіки на перших же засіданнях заявила, що основним питанням конференції вважає евакуацію японських військ і визнання Японією суверенітету Далекосхідної республіки. За це Далекосхідна республіка була готова піти назустріч економічним інтересам Японії і надати їй риболовні концесії.
У відповідь Японія зажадала від ДР:
- знищити усі військові фортеці на кордоні з Кореєю і на Владивостокському узбережжі ДВР
- знищити військовий флот у Тихому океані і ніколи надалі не мати його в цих водах
- визнати волю проживання і пересування японських військових чиновників у ДР
- урівняти права японських підданих в області торгівлі, ремесла і промислів до прав підданих ДР
- відмовитися на своїй території від комуністичного режиму “на віки вічні”
- визнати право плавання судів під японським прапором по річках Амур і Сунґарі
- передати Японії Північний Сахалін в оренду на 80 років.

Натомість Японія обіцяла евакуювати війська з Примор’я в термін, що вона вважає зручним для себе.
Делегація ДВР відкинула японський проект, погодившись обговорювати лише статті, які не “зачіпають суверенітет і внутрішнє життя ДР”.
12 грудня 1921 японська делегація перервала роботу конференції, вичікуючи результатів Вашингтонської конференції 1921-1922 і наступу російських білогвардійців на ДВР.
Невдача японської дипломатії на Вашингтонській конференції і розгром білогвардійців біля Волочаєвки змусив Японію відновити переговори в Дайрені наприкінці березня 1922, відмовившись від основних пунктів своєї пропозиції. Однак, 15 квітня, японська делегація пішла на зрив переговорів і наступного дня залишила конференцію.